# 万永貴司
万永 貴司（まんえい たかし、1972年7月7日 - ）は、兵庫県姫路市出身の元プロ野球選手、プロ野球指導者。
引退後もベイスターズ一筋でスカウトや指導者として活躍している。2018年から横浜DeNAベイスターズのファーム監督等を務め、現在は野手コーディネーター。

## 経歴

### プロ入り前
姫路工高から、中山製鋼所へ進む。
1992年に日本生命の補強選手として出場した都市対抗野球で優勝。
1993年には自チーム53年ぶりの都市対抗野球出場を果たし、ドラフト6位で横浜ベイスターズに入団。

### プロ入り後
1995年、プロ入り第1号ホームランを今中慎二から放つ。
1997年、プロ野球脱税事件に関わり、懲役10ヶ月（執行猶予2年）の有罪判決が下される。球団からは翌1998年の開幕から4週間の出場停止処分を受けた。
1998年、右の代打や主力選手故障時の代役として優勝に貢献。打撃成績の殆どで自己最高を記録。
2003年、7月31日の阪神戦で5年ぶりとなる猛打賞と本塁打を記録。
2005年、セ・パ交流戦中に初スタメンとなった西武戦（インボイスSEIBUドーム）で勝ち越し適時打を放つ。
2006年、開幕は一軍で迎えたが、1週間後に二軍に降格。以後二軍で調整していたが、6月に故障するなどして一軍昇格は見送られ続けた。その後10月に現役引退を表明。10月9日の対広島戦が引退試合となった。最終打席ではマイク・ロマノの前に三振に倒れた。

### 引退後
引退後は横浜二軍「湘南シーレックス」内野守備走塁コーチ（2007年 - 2009年）を務めた。
2010年から2012年まではスカウトに転身し、桑原将志・宮﨑敏郎・安部建輝らを担当した。
2013年からは現場に復帰し、2015年までは二軍内野守備走塁コーチを務めた。
2016年から2017年までは一軍内野守備走塁コーチを務めた。
2018年から2019年までは二軍監督を務めた。
2020年から2022年までは二軍総合コーチを務めた。
2023年は野手育成コーディネーター兼野手コーチを務めた。
2024年からは野手コーディネーターを務める。

## 選手としての特徴・人物
鉄壁の内野守備を誇る“いぶし銀”のスペシャリスト。現役時代は主に控え選手としてレギュラー陣のバックアップを務めた。
2013年に二軍内野守備走塁コーチに就任すると、当時送球イップスに苦しんでいたプロ二年目の渡邊雄貴に目を掛け、毎日早出でノックを打つなど付きっきりで指導していた。渡邊がイップスが原因で試合に出たくないと言っても、万永は「大丈夫だ。ミスしても起用したこっちの責任だから、思い切りやってこい」と勇気づけた。その後も二人三脚での練習は続いたが、イップスはなかなか改善できず、2015年に渡邊は外野手に転向。渡邊は「ここまで練習を付き合って頂いて、本当にすみません。また明日から頑張ります」と万永に頭を下げたが、「お前がその気持ちなら、俺もすっきりした。俺の力で気持ちよく投げさせることができず、申し訳なかった」と言葉を掛けた。その後、渡邊はイップスを克服するものの、一軍でチャンスが与えられず、2016年に現役を引退となった。万永は2019年に二軍監督に就任すると、練習に身の入らない若手選手に対し、「自分が昔見ていた渡邊雄貴という選手は、ものすごい練習していたぞ。あれだけ練習をしても一回も一軍に上がれなかった選手がいる。お前らはどれだけ練習しているんだ。コーチをもっと利用しろ」と叱責している。
みずしな孝之による4コマ漫画『ササキ様に願いを』に登場する「リトル万永くん」は、万永がモデルになっている。

## 詳細情報

### 年度別打撃成績
| 年 度      | 球 団      | 試 合 | 打 席 | 打 数 | 得 点 | 安 打 | 二 塁 打 | 三 塁 打 | 本 塁 打 | 塁 打 | 打 点 | 盗 塁 | 盗 塁 死 | 犠 打 | 犠 飛 | 四 球 | 敬 遠 | 死 球 | 三 振 | 併 殺 打 | 打 率 | 出 塁 率 | 長 打 率 | O P S |
| ---------- | ---------- | ----- | ----- | ----- | ----- | ----- | -------- | -------- | -------- | ----- | ----- | ----- | -------- | ----- | ----- | ----- | ----- | ----- | ----- | -------- | ----- | -------- | -------- | ----- |
| 1994       | 横浜       | 15    | 28    | 26    | 3     | 7     | 0        | 0        | 0        | 7     | 5     | 0     | 0        | 1     | 0     | 1     | 0     | 0     | 5     | 0        | .269  | .296     | .269     | .566  |
| 1995       | 横浜       | 42    | 49    | 43    | 9     | 7     | 0        | 1        | 1        | 12    | 1     | 2     | 0        | 1     | 0     | 5     | 0     | 0     | 3     | 0        | .163  | .250     | .279     | .529  |
| 1996       | 横浜       | 26    | 18    | 16    | 5     | 2     | 0        | 0        | 0        | 2     | 0     | 3     | 2        | 2     | 0     | 0     | 0     | 0     | 3     | 1        | .125  | .125     | .125     | .250  |
| 1997       | 横浜       | 12    | 20    | 16    | 1     | 5     | 2        | 0        | 0        | 7     | 6     | 0     | 0        | 1     | 0     | 3     | 1     | 0     | 4     | 0        | .313  | .421     | .438     | .859  |
| 1998       | 横浜       | 47    | 114   | 105   | 20    | 28    | 3        | 0        | 1        | 34    | 5     | 2     | 1        | 2     | 0     | 7     | 2     | 0     | 19    | 1        | .267  | .313     | .324     | .636  |
| 1999       | 横浜       | 39    | 35    | 29    | 5     | 6     | 1        | 0        | 0        | 7     | 1     | 1     | 0        | 2     | 0     | 2     | 0     | 2     | 7     | 2        | .207  | .303     | .241     | .544  |
| 2000       | 横浜       | 28    | 25    | 20    | 5     | 2     | 1        | 0        | 0        | 3     | 2     | 1     | 1        | 3     | 0     | 2     | 0     | 0     | 4     | 0        | .100  | .182     | .150     | .332  |
| 2001       | 横浜       | 72    | 45    | 37    | 9     | 8     | 1        | 0        | 0        | 9     | 4     | 1     | 0        | 2     | 0     | 5     | 0     | 1     | 8     | 2        | .216  | .326     | .243     | .569  |
| 2002       | 横浜       | 70    | 47    | 43    | 3     | 8     | 1        | 0        | 0        | 9     | 3     | 2     | 0        | 4     | 0     | 0     | 0     | 0     | 7     | 0        | .186  | .186     | .209     | .395  |
| 2003       | 横浜       | 51    | 41    | 38    | 10    | 13    | 3        | 0        | 2        | 22    | 2     | 1     | 0        | 1     | 0     | 2     | 0     | 0     | 11    | 1        | .342  | .375     | .579     | .954  |
| 2004       | 横浜       | 56    | 68    | 58    | 8     | 14    | 3        | 0        | 1        | 20    | 3     | 2     | 0        | 7     | 0     | 3     | 0     | 0     | 17    | 1        | .241  | .279     | .345     | .624  |
| 2005       | 横浜       | 58    | 61    | 54    | 9     | 15    | 4        | 0        | 0        | 19    | 3     | 0     | 0        | 4     | 0     | 1     | 1     | 2     | 12    | 1        | .278  | .316     | .352     | .668  |
| 2006       | 横浜       | 2     | 2     | 2     | 0     | 0     | 0        | 0        | 0        | 0     | 0     | 0     | 0        | 0     | 0     | 0     | 0     | 0     | 1     | 0        | .000  | .000     | .000     | .000  |
| 通算：13年 | 通算：13年 | 518   | 553   | 487   | 87    | 115   | 19       | 1        | 5        | 151   | 35    | 15    | 4        | 30    | 0     | 31    | 4     | 5     | 101   | 9        | .236  | .289     | .310     | .599  |

### 記録
初記録
- 初出場：1994年8月9日、対読売ジャイアンツ17回戦（東京ドーム）、5回表に原伸樹の代走で出場
- 初安打・初打点：同上、8回表に香田勲男から右前適時打
- 初先発出場：1994年8月10日、対読売ジャイアンツ18回戦（東京ドーム）、7番・遊撃手で先発出場
- 初盗塁：1995年4月20日、対阪神タイガース2回戦（横浜スタジアム）、1回裏に二盗（投手：藪恵壹、捕手：関川浩一）
- 初本塁打：1995年8月1日、対中日ドラゴンズ16回戦（ナゴヤ球場）、8回表に今中慎二から左越ソロ

### 背番号
- 0（1994年 - 2006年）
- 81（2007年 - 2009年）
- 82（2013年 - ）